# Tiko (football)
Roberto Martínez Rípodas
Pour les articles homonymes, voir Tiko (homonymie), Roberto Martínez et Martínez.
Roberto Martínez Rípodas dit Tiko est un footballeur international espagnol né le 15 septembre 1976 à Pampelune.

## Sélections
- 2002 :  Espagne